# 中根喜三郎
中根 喜三郎（なかね きさぶろう、1932年1月1日 - ）は、日本の釣竿職人。竿忠・5世4代目である。前名は、「竹の子」。東京府（現・東京都）出身。

## 来歴・人物
1951年、釣竿職人の道に入り、1956年に独立。1974年、5世4代目竿忠を襲名し、帝国ホテルで襲名披露を行った。
江戸和竿協同組合理事長などの要職を歴任した。荒川区指定無形文化財保持者。
1996年に黄綬褒章を受章した。
2015年、名誉都民。

## 中根喜三郎がモデルの作品
- うしろの正面だあれ（声：野沢雅子）
- あした元気にな〜れ!（声：うえだゆうじ）

## 家族
- 曾祖父：中根忠吉（1864年 - 1930年） - 初代竿忠。パリ万国博覧会に和竿を出品。朝倉文夫によって銅像がつくられ、竿忠の家に置かれた。長谷川伸の戯曲『名人竿忠』のモデル[2]。
- 祖父：中根仁三郎（1885年 - 1941年） - 2代目竿忠。初代から三代目までの間で作り上げた竿数が最も多い[3]。
- 父：中根音吉（1905年 - 1945年） - 3代目竿忠。著書『竿忠の寝言』。東京大空襲で死去。
- 妹：海老名香葉子 - 初代林家三平夫人。両親と祖母・長兄・次兄・弟を東京大空襲で失い香葉子と自分だけが生き残る。
  - 甥：9代目林家正蔵
    - 姪孫：海老名あづき　9代目正蔵の長女
    - 姪孫：林家たま平　9代目正蔵の長男
    - 姪孫：林家ぽん平　9代目正蔵の次男

  - 甥：2代目林家三平
    - 義姪：国分佐智子 - 2代目林家三平夫人

  - 姪：海老名美どり - 峰竜太夫人
    - 姪孫：下嶋兄 - 美どりと峰の子

  - 姪：泰葉 - 春風亭小朝元夫人
- 従弟 - 石川県白山市で、蕎麦屋 （そば　竹林舎 唐変木）を開いている[4]。

## エピソード
- 元々は釣竿職人になるつもりではなかった[5]。父や長兄を失った後もそうであったが、父の知人で釣り好きで知られた3代目三遊亭金馬に勧められ、竿忠再興を決意した。
- 妹・香葉子が三平に嫁いだ当時、中根はまだ釣竿職人の見習いだった。そのため、三平が義兄の中根に対して資金援助し、後に5世4代目竿忠の襲名披露を帝国ホテルで行った際には三平とその一門が尽力したと言われる。
- 三平の総領弟子の林家こん平の大師匠にあたる橘家圓蔵が三平より早く死去したため、三平一門が落語界の孤児になるのを嫌った香葉子と中根がこん平と一門の後見人になった。
- 東京大空襲当日、消火活動を指揮していた警防団の父が家に戻ったときには既に家に火が回っていたため、みんなで避難先の小学校まで逃げたものの、校門が閉まっていて中に入れなかった。熱くてたまらないので、母は幼い弟を胸に抱いて地面に伏せ、その上に父が覆いかぶさり、祖母も2人の兄も動けず彼だけが父の指示で学校の中に入れたという。その後、3日間、実家の焼け跡に座り込んで、父や母が戻ってくるのを空腹に耐えて待っていたものの、諦めて4日後妹の香代子の疎開していた沼津を訪ねたと語っている[6]。
- 姪の泰葉が春風亭小朝の夫人だったことから、小朝とともに甥の9代目正蔵（当時こぶ平）と2代目三平（当時いっ平）の海老名兄弟の後見人にもなった。
- 子供のころはガキ大将であり、これは妹の小説『うしろの正面だあれ』で描かれている他、2015年12月8日に出演した『徹子の部屋』での対談でも語られている。